# Civitella del Tronto
Civitella del Tronto (AFI: /tʃiviˈtɛlla del ˈtronto/) è un comune italiano di 4 544 abitanti della provincia di Teramo in Abruzzo. Fa parte dell'unione dei comuni Città Territorio-Val Vibrata ed è incluso nel club de I borghi più belli d'Italia.

## Geografia fisica

### Territorio
Il territorio comunale varia d’altitudine da un minimo di 135 m a un massimo di 1 814 m, con un’escursione altimetrica pari a 1 679 m. Il centro storico di Civitella del Tronto si trova a 589 m s.l.m. su una rupe rocciosa di travertino ed è sovrastata dalla fortezza, ultimo baluardo dei Borbone di Napoli e del Regno delle Due Sicilie che resistette strenuamente all'assedio della Regia Armata Sarda, arrendendosi solamente tre giorni dopo l'Unità d'Italia.
Il comune di Civitella del Tronto, con la sua superficie di 77,74 km², è il più esteso della Val Vibrata. Ad ovest la Montagna dei Fiori, facente parte della catena montuosa dei Monti della Laga e dell’omonimo Parco nazionale del Gran Sasso e Monti della Laga, segna il confine con Valle Castellana, mentre a nord il territorio confina con Sant'Egidio alla Vibrata e con i comuni marchigiani di Folignano e Ascoli Piceno. Ad est il terreno digrada gradualmente verso la bassa Valle del Salinello fino al confine con Sant'Omero, mentre verso sud, dove sono ben visibili il massiccio montuoso della Maiella e la catena del Gran Sasso d'Italia, il territorio confina con Campli.
- Classificazione sismica: Zona 2 (sismicità medio-alta), Ordinanza PCM n. 3274 del 20/03/2003[7]

#### Idrografia
Il territorio civitellese fa parte dei bacini idrografici dei fiumi Salinello e Vibrata, quest'ultimo ha origine ad ovest del paese, nel versante orientale della Montagna dei Fiori a quota 1697 m s.l.m. e dà origine all'omonima valle. Oltre a questi, ci sono diversi torrenti o rigagnoli minori che confluiscono nei due corsi d’acqua principali, come il Goscio e il Rio per il Salinello e la Vibratella per la Vibrata.

### Clima
Per la sua posizione ai piedi dei Monti della Laga e la contemporanea vicinanza al litorale adriatico, Civitella del Tronto ha un clima di tipo temperato umido sub-litoraneo con inverni piuttosto miti, estati calde e caratterizzato da una piovosità significativa durante tutto l’anno, con una media annuale di precipitazioni pari a circa 871 mm.
| Civitella del Tronto  | Mesi        | Mesi        | Mesi        | Mesi        | Mesi        | Mesi        | Mesi        | Mesi        | Mesi        | Mesi        | Mesi        | Mesi         | Stagioni | Stagioni | Stagioni | Stagioni | Anno  |
| Civitella del Tronto  | Gen         | Feb         | Mar         | Apr         | Mag         | Giu         | Lug         | Ago         | Set         | Ott         | Nov         | Dic          | Inv      | Pri      | Est      | Aut      | Anno  |
| --------------------- | ----------- | ----------- | ----------- | ----------- | ----------- | ----------- | ----------- | ----------- | ----------- | ----------- | ----------- | ------------ | -------- | -------- | -------- | -------- | ----- |
| T. max. media (°C)    | 7,0         | 7,4         | 10,7        | 13,3        | 19,1        | 23,7        | 26,3        | 26,4        | 20,6        | 16,6        | 11,0        | 7,5          | 7,3      | 14,4     | 25,5     | 16,1     | 15,8  |
| T. min. media (°C)    | 2,0         | 1,8         | 4,3         | 6,7         | 12,3        | 16,3        | 18,5        | 19,0        | 13,9        | 10,8        | 6,1         | 2,9          | 2,2      | 7,8      | 17,9     | 10,3     | 9,6   |
| T. max. assoluta (°C) | 17,7 (2003) | 17,2 (1998) | 27,0 (2001) | 23,7 (2000) | 29,0 (1993) | 32,5 (2003) | 35,0 (2003) | 35,7 (2000) | 31,7 (2000) | 29,0 (1993) | 24,4 (2002) | 18,5 (1993)  | 18,5     | 29,0     | 35,7     | 31,7     | 35,7  |
| T. min. assoluta (°C) | −8,0 (1995) | −7,0 (1996) | −8,0 (1996) | −5,0 (1995) | 2,5 (1995)  | 5,0 (1997)  | 8,5 (1998)  | 5,0 (1995)  | 5,0 (1995)  | −3,0 (1997) | −8,0 (1998) | −11,0 (1996) | −11,0    | −8,0     | 5,0      | −8,0     | −11,0 |
| Precipitazioni (mm)   | 67          | 59          | 63          | 79          | 66          | 71          | 52          | 79          | 75          | 84          | 90          | 86           | 212      | 208      | 202      | 249      | 871   |
| Giorni di pioggia     | 7           | 8           | 8           | 9           | 9           | 7           | 5           | 7           | 7           | 7           | 9           | 10           | 25       | 26       | 19       | 23       | 93    |
| Nevicate (cm)         | 15          | 11          | 11          | 1           | 0           | 0           | 0           | 0           | 0           | 0           | 5           | 12           | 38       | 12       | 0        | 5        | 55    |
| Giorni di neve        | 2           | 2           | 1           | 0           | 0           | 0           | 0           | 0           | 0           | 0           | 1           | 1            | 5        | 1        | 0        | 1        | 7     |

- Classificazione climatica: Zona E, 2327 GG.[9]

## Storia

### Dalle origini al XV secolo
Le origini di Civitella del Tronto non sono chiare, anche se in località Ripe di Civitella e nelle grotte Sant'Angelo e Salomone, sono stati rinvenuti reperti risalenti al Neolitico e al Paleolitico superiore.
Civitella del Tronto si crede sorga sull'antica area della picena Beregra. La prima testimonianza storica certa risale all'anno 1001. Civitella viene citata come Tibitella in un atto notarile rogato nella città di Penne. Per gli storici, dunque, Civitella avrebbe avuto origine nei secoli IX-X (l'origine dell'abitato attuale è altomedioevale) come città incastellata per sfuggire alle scorribande ungare e saracene.
Il paese fu invaso dagli Ascolani quattro anni dopo che nel 1251 avevano dichiarato guerra ai Teramani per fini espansionistici. A salvare i civitellesi intervenne papa Alessandro IV che pose fine ai cruenti e sconsiderati saccheggi ascolani evidenziati dal Vescovo aprutino Matteo I. Memore dell'invasione ascolana e consapevole dell'importanza strategica di avere in zona di confine una fortificazione efficiente Carlo I d’Angiò ordinò la fortificazione di Civitella che cominciò il 25 marzo 1269. Già nel secolo XIII il paese, appartenente al Regno di Napoli, era cinto da mura e, per la sua particolare posizione geografica di confine con lo Stato della Chiesa, ebbe sempre una grande rilevanza strategica.
Civitella passò dagli Angioini agli Aragonesi nel 1442. Alfonso d’Aragona, dopo aver sconfitto Francesco Sforza e riconquistato anche Civitella nel 1443, trasformò il castello civitellese in una Piazza Forte nel 1450 in vista dei venti di guerra con la Francia. Il luogotenente Alfonso, figlio di Ferdinando I, notando una donna posseduta dal maligno chiede aiuto a San Giacomo della Marca che compie il miracolo nel 1472. Nel 1495 i civitellesi continuano però a soffrire degli abusi del Castellano e, per protesta, danneggiano ben quattro delle cinque torri del castello che viene brutalmente saccheggiato. Le tasse del tribunale della Grascia, il fenomeno del banditismo e l'ospitalità militare che i civitellesi devono affrontare continuano anche dopo il trattato di pace di Blois portano la popolazione allo stremo.

### Dal XVI al XVIII secolo
Nel 1557 fu posta d'assedio dalle truppe francesi del Duca di Guisa, generale di Enrico II, alleate con il Papa Paolo IV. Benché feroce e violento, l'assedio, cominciato il 24 aprile, non ebbe gli esiti sperati per la compagine francese che dovette togliere l'assedio e ritirarsi verso Ancona il 16 maggio dello stesso anno. La vittoriosa e valorosa resistenza portata avanti dal popolo della cittadella, oltre che dalla guarnigione, fu particolarmente apprezzata dai consiglieri e strateghi militari di Filippo II e dall'intero Regno, tanto che ai suoi cittadini furono tolti gli oneri fiscali per quarant'anni e, a spese del demanio regio, furono restaurati gli edifici cittadini e il castello, potenziato come fortezza. Per lo stesso episodio, nel 1589, fu elevata al grado di Civitas e le fu conferito il titolo di Fidelissima da Filippo II di Spagna. Da quel 16 maggio, inoltre, ogni anno i civitellesi festeggiano il loro nuovo patrono Sant'Ubaldo (in precedenza era San Lorenzo). Erroneamente il toponimo viene collegato alla guerra del Tronto, in realtà esso era già in uso almeno dal 1544 quando venne pubblicato: Le tre giornate dello infallibile viaggio del cielo composto da frate Feliciano da Civitella del Tronte.
Nel 1627 a Civitella furono avvertiti terremoti. Un altro sisma si verificò il 21 gennaio 1703. La fedeltà di Civitella agli Asburgo continua anche negli anni bui di Filippo IV e Carlo II. Nel 1707 i civitellesi, caduti in mano austriaca, anche per via legittima del Trattato di Utrecht, perdono ogni beneficio fiscale. Il 16 agosto 1734 gli austriaci lasciano Civitella alle truppe di Filippo V. La dominazione borbonica ha inizio.

### Il XIX secolo
Venne assediata nuovamente dalle truppe francesi nel 1798 cadendo con disonore. Nel 1806 il forte, difeso dal maggiore irlandese Matteo Wade, sostenne un nuovo assedio della durata di quattro mesi (dal 22 gennaio al 21 maggio) contro le ben più numerose e armate truppe napoleoniche capitolando onorevolmente.

#### Assedio di Civitella
Una famosa pagina di storia legata a Civitella e alla sua fortezza è quella relativa al Risorgimento. Il 26 ottobre 1860, dopo aver attraversato l'Emilia-Romagna e le Marche, l'esercito di Vittorio Emanuele II di Savoia strinse d'assedio Civitella; i soldati borbonici resistettero per ben duecento giorni. Nonostante la fine del Regno delle Due Sicilie suggellata il 13 febbraio 1861 con la caduta di Gaeta, la resa della piazzaforte siciliana di Messina avvenuta il 12 marzo e la proclamazione in Parlamento a Torino del Regno d'Italia il 17 marzo, Civitella continuò a combattere, resistendo fino al 20 marzo 1861, quindi tre giorni dopo che fu sancita l'Unità d'Italia. Questo episodio ne fa l'ultima roccaforte borbonica ad arrendersi all'unità nazionale.
Come sempre, durante un assedio coevo, una volta isolata la fortezza da possibili aiuti esterni, gli assedianti, guidati dal generale Luigi Mezzacapo (un napoletano di scuola borbonica), bombardarono la struttura per demoralizzare gli ultimi reparti borbonici. Sapendosi isolati e privi d'ogni speranza di soccorso, diversi reparti situati in alcune ali della fortezza si arresero. Eppure un'ultima parte dei militari, nonostante l'uscita dei camerati, decisero, pur allo stremo delle forze, di resistere ancora, per poi arrendersi solo alla fine. I 291 superstiti furono presi prigionieri e trasferiti ad Ascoli Piceno.

#### Brigantaggio
Negli anni immediatamente successivi all'Unità, nel territorio di Civitella operarono svariati briganti, dei quali alcuni erano semplici banditi, altri invece partigiani del cessato regno borbonico. Purtroppo proprio in quegli anni il Forte, non più strategicamente importante, venne abbandonato e saccheggiato dagli stessi civitellesi, creando così la rovina di una delle maggiori opere architettoniche militari degli Abruzzi. Si segnala che già qualche decennio prima fu distrutta la fortezza di Pescara.

### Dal XX secolo a oggi
Durante la seconda guerra mondiale, tra il 1940 e il 1943, vennero qui approntati ben tre campi per l'internamento civile di 187 ebrei. Gli interni dei campi di prigionia furono alloggiati nell'antico Convento Francescano della Madonna dei Lumi, in un'abitazione privata del palazzo Migliorati in pieno centro storico e nell'Ospizio cittadino. Nell'archivio comunale di Civitella del Tronto sono presenti due elenchi, uno per gli internati politici, l'altro per quelli civili. Nel primo furono inclusi centoventi persone, la maggior parte dei quali di religione ebraica e alcuni classificati come 'ariani' tra cattolici e no. I primi arrivi degli ebrei a Civitella iniziarono già nel settembre 1940: si trattava di ebrei tedeschi, polacchi o apolidi privati di cittadinanza; tra di loro per circa un anno fu confinato anche il medico Simone Teich Alasia. Una seconda ondata di deportati ebrei, più compatta e numerosa, provenne dalla Libia il 17 Gennaio 1942: inizialmente erano in 107, membri di 28 nuclei familiari. La popolazione locale solidarizzò con gli internati al punto che nel 2011 sarà conferita alla città la Medaglia di Bronzo al Valore Civile.. Dopo l'8 settembre 1943, con l'occupazione tedesca e la Repubblica Sociale Italiana tutti gli ebrei ancora presenti a Civitella furono arrestati e deportati il 4 maggio 1944: gli oltre 100 ebrei anglo-libici furono trasferiti come ostaggi a Bergen-Belsen ed ebbero salva la vita, gli altri (ca. 27) furono deportati ad Auschwitz e, tranne uno, vi trovarono la morte.
Il 20 febbraio 1959, alle 9 del mattino, si verificò una scossa di terremoto del 4º grado della scala Mercalli con epicentro il territorio di Civitella del Tronto.
Il 1º dicembre 1972 si registrano scosse di terremoto avvertite anche a Sant'Omero, Torano Nuovo e Colonnella.
Tra il 2016 e il 2017 una grave sequenza sismica nel Centro Italia ha causato disagi e paura nella popolazione. Il comune è stato inserito nel Cratere degli eventi sismici dopo i terremoti del 26 e 30 ottobre 2016. Nel febbraio 2017, a seguito delle ingenti nevicate che hanno causato anche la valanga di Rigopiano, una frana ha colpito la frazione di Ponzano.

## Monumenti e luoghi d'interesse

### Architetture religiose

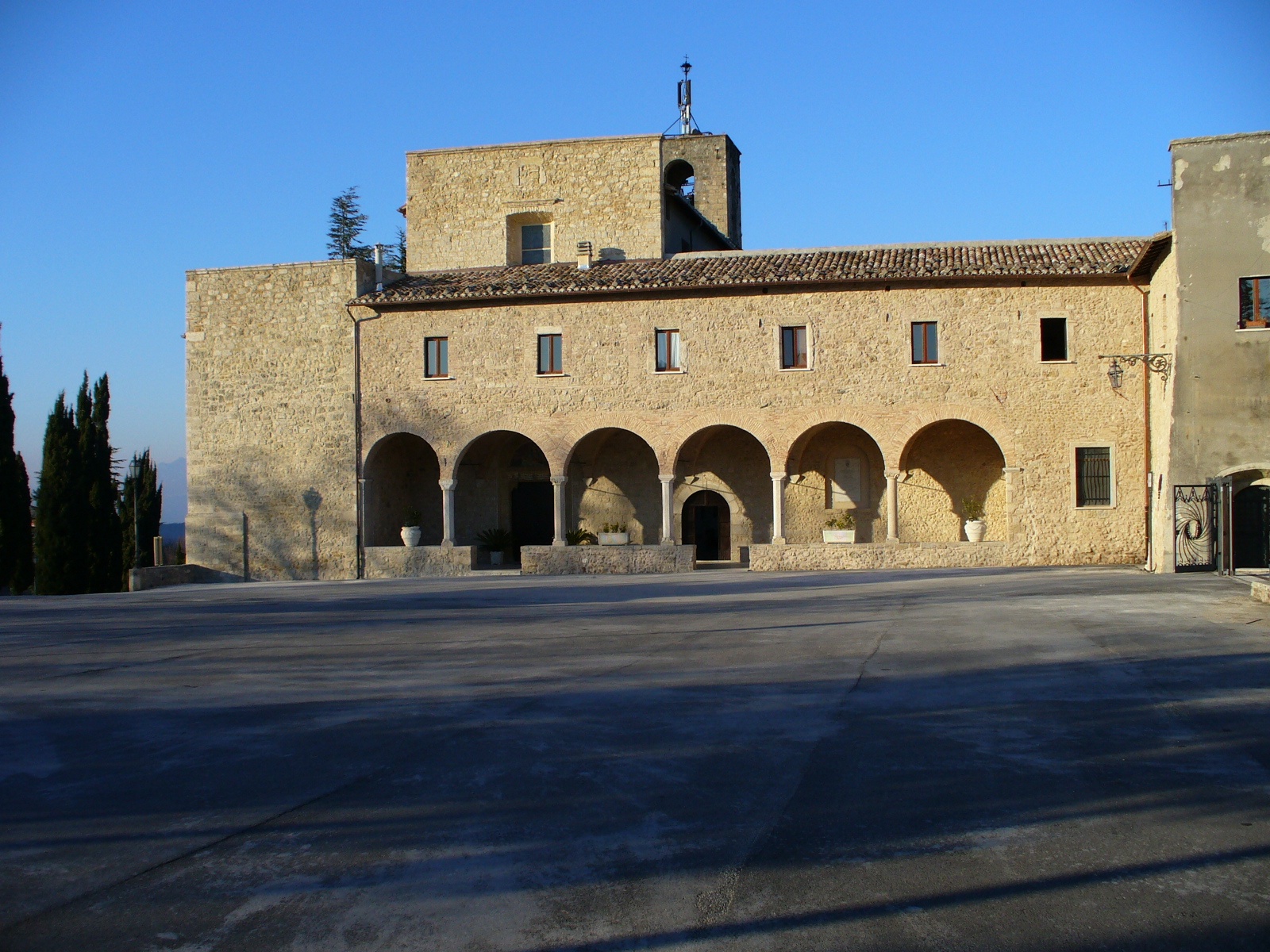
Santuario di Santa Maria dei Lumi

#### Santuario di Santa Maria dei Lumi
Il santuario mariano è una delle realtà monumentali più note del territorio teramano e conserva tuttora memoria d'arte romanica, di misticismo e spiritualità. Dedicato alla Madonna dei Lumi, sorge al di fuori della cinta muraria del paese di Civitella. L'intero complesso religioso è costituito dalla chiesa, dalla casa monastica e dal chiostro. 
Il 31 maggio di ogni anno vi si organizza una fiaccolata con i lumi, per rendere omaggio alla Madonna.

#### Chiesa di San Lorenzo

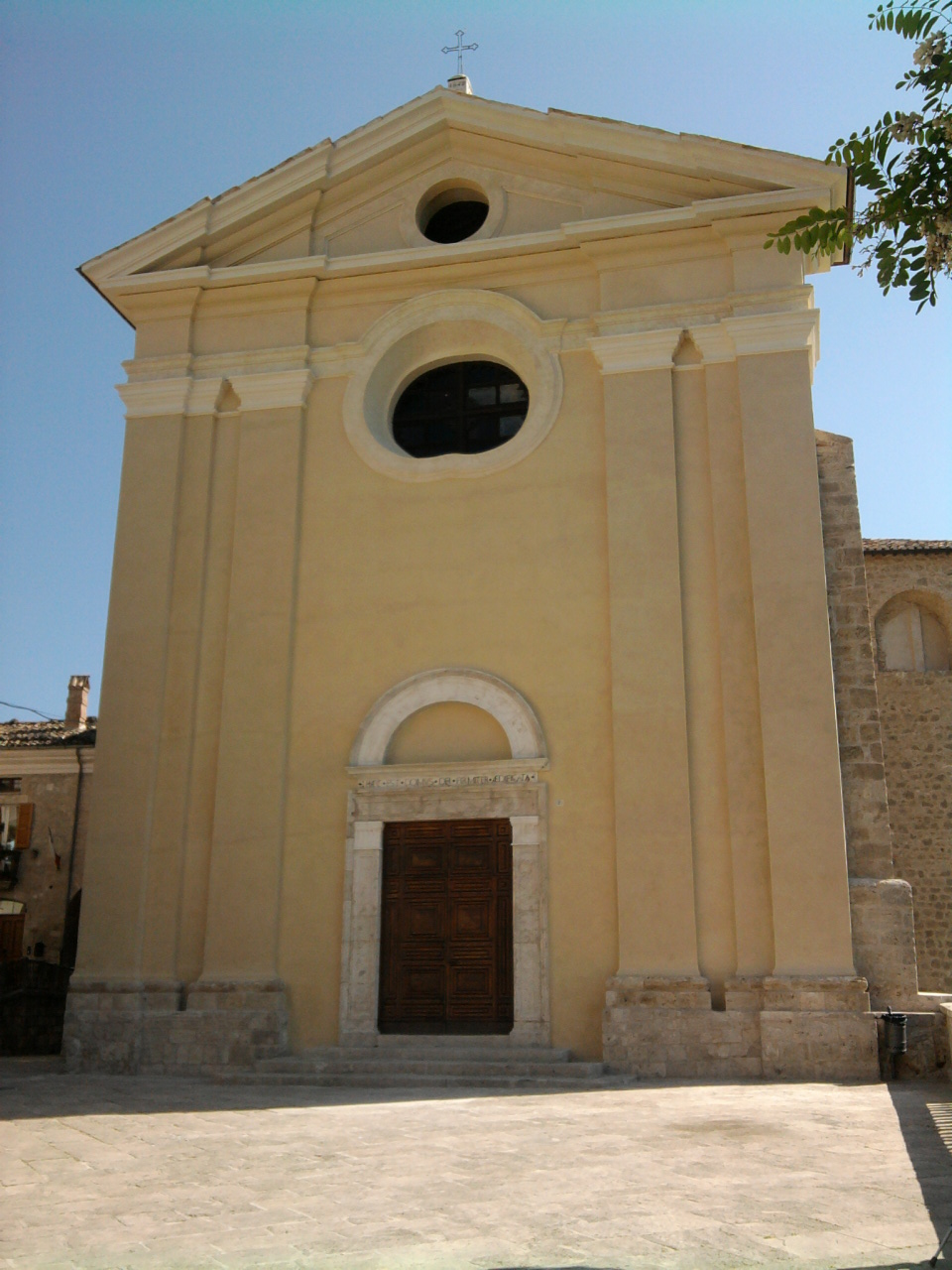
Chiesa di San Lorenzo

La chiesa Parrocchiale di Civitella del Tronto, dedicata all'antico protettore San Lorenzo Martire, in origine sorgeva al di fuori delle mura cittadine, ma venne trasformata in bastione per la difesa del borgo nell'assedio del 1557 per poi essere ricostruita all'interno delle mura, addossata a Porta Napoli.
Nel 1777 ha inizio una notevole trasformazione di ordine strutturale ed estetico in stile barocco della chiesa. Di rinascimentale resta solo la facciata, di elegante semplicità, il suo portale e i grandi finestroni dalla profonda strombatura sui fianchi dell'edificio.
L'interno, a croce latina, è composto da una sola navata alla quale furono aggiunte due cappelle laterali a formare un braccio di transetto coronato da una cupola entro un tiburio ottagonale. La torre campanaria si innesta tra il braccio di transetto e l'abside del presbiterio. La chiesa è ornata da grandi nicchie con altari, stucchi settecenteschi, ed impreziosito da arredi lignei di raffinata fattura e l'organo del 1707, oltre ai vari arredi sacri, tra cui un busto e una croce in bronzo, conservati in Sacrestia insieme ad una statua barocca in legno di Sant'Ubaldo con in mano la città di Civitella di cui è il Protettore.
Per quanto riguarda le tele, meritano particolare attenzione una Visitazione e una Madonna del Rosario risalenti al XVI secolo, mentre sono di quello successivo un'Annunciazione e una Deposizione.
Nella chiesa è inoltre presente anche una statua dedicata alla Madonna Addolorata.

#### Chiesa di San Francesco

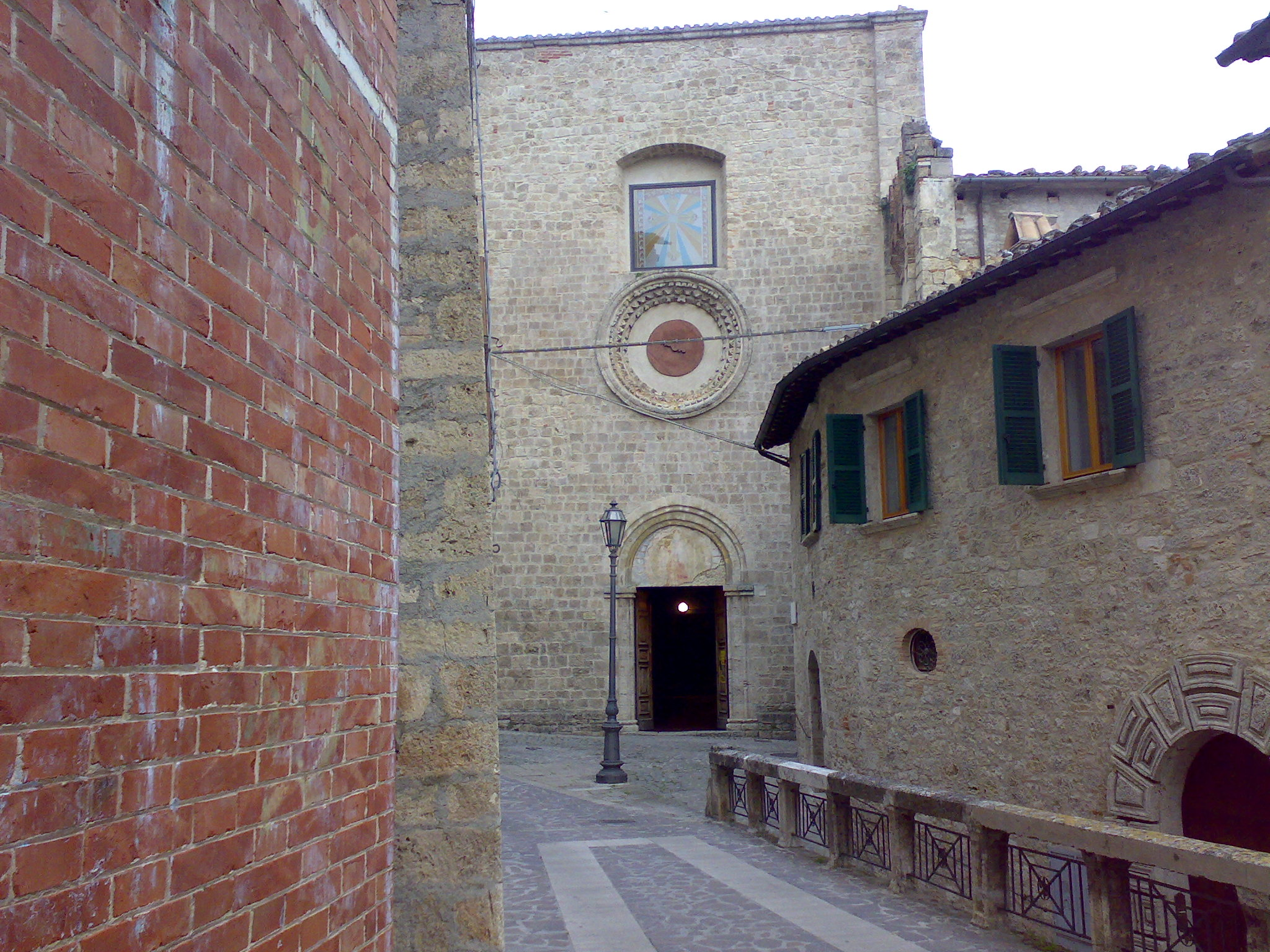
Chiesa di San Francesco

La chiesa di San Francesco, inizialmente dedicata a San Ludovico, fu fondata nel 1326, sotto Roberto d'Angiò, dal conventuale civitellese Fra' Guglielmo, eminente personaggio della famiglia De Savola, vescovo di Alba e poi arcivescovo di Brindisi e di Benevento. Per oltre trecento anni il convento è, per Civitella, un centro di incisiva promozione religiosa e culturale di cui beneficiarono diverse generazioni di cittadini. Infatti proprio grazie al monastero molti uomini sia chierici che laici impararono a leggere e a scrivere. Nel corso dei secoli il complesso subì varie soppressioni, finché, nel 1866 per effetto di un decreto di Vittorio Emanuele II, i conventuali dovettero abbandonarlo.
La facciata, che conserva ancora oggi le caratteristiche originarie, di stile gotico-romanico, è caratterizzata dal rosone trecentesco in pietra con cornice intagliata proveniente, secondo la tradizione, dalla chiesa di San Francesco di Campli.
Nell'interno, rielaborato in stile barocco, a navata unica, si conserva un coro in noce con colonnine tortili, del Quattrocento, e al di là del presbiterio si trova l'originaria abside a pianta quadrata dalla volta a crociera e costoni gotici impostati su capitelli decorati con il motivo a foglie ripiegate, mentre per il resto la chiesa presenta decorazioni e stucchi settecenteschi. Parte degli arredi furono trasferiti nel 1924 in Santa Maria dei Lumi e un crocifisso d'argento in San Lorenzo.
La chiesa di S. Francesco ha subito nuove ristrutturazioni a partire dai primi anni del XXI secolo.

#### Chiesa di Santa Maria degli Angeli

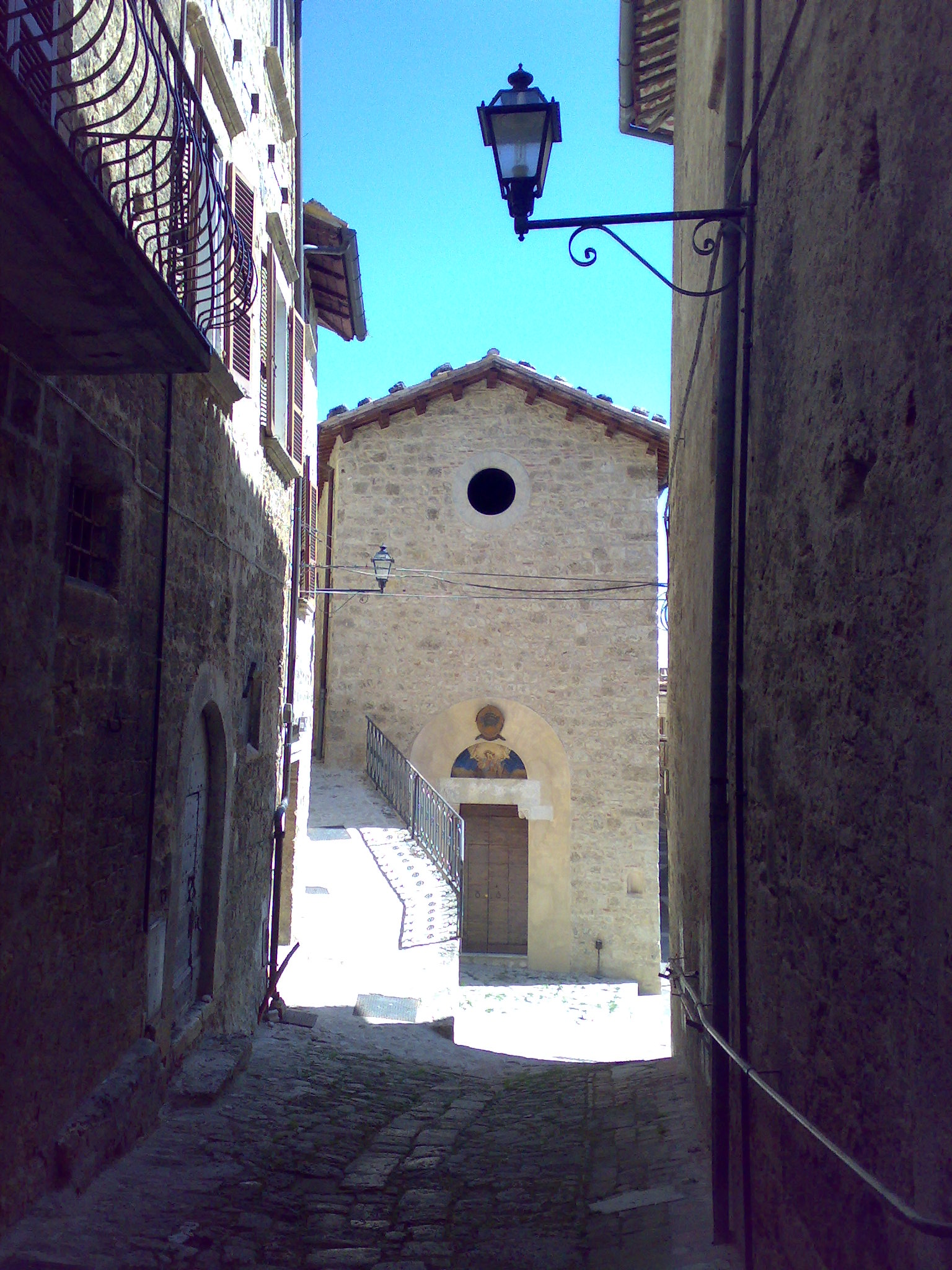
Chiesa della Scopa

La fondazione della chiesa di Santa Maria degli Angeli, detta anche della Scopa, o delle Laudi secondo la tradizione, è assegnata ai primi del Trecento, durante il pontificato di Giovanni XXII, per quel che si legge sulle sue murature, invece secondo una più attenta analisi appare un edificio databile tra la fine del XV secolo e l'inizio del XVI secolo.
La chiesa è costituita da un'unica navata con tetto a capriate. Il portale ha cornici lisce in travertino e architrave sostenuto dalle tipiche mensole con sfera, che in questo caso hanno superficie esterna contornata da una fila di perline e decorata con una rosetta centrale. Sotto il cornicione appaiono mattoni dipinti a losanghe bianche e rosse.
All'interno, sulla parete sinistra, sotto la moderna intonacatura, resta un residuo della elegante decorazione policroma rinascimentale. Nella chiesa si conserva, sotto l'altare maggiore, un Cristo deposto ligneo, di moderna fattura, le cui forme rigide potrebbero far pensare ad opera di mano o di influenza tedesca; nell'altare laterale destro un Cristo deposto ligneo, di difficile datazione, ed una Vergine Addolorata con struttura  a conocchia, ossia uno scheletro ligneo su cui adagiare le vesti - che mutano in base alle feste liturgiche - e con un viso ligneo dipinto finemente.

#### Abbazia Santa Maria in Montesanto
L'Abbazia di Montesanto è un complesso monastico appartenuto all'Ordine benedettino, dedicato all'Assunta. Nel passato è stata tra le abbazie più importanti della regione Abruzzo.

#### Chiesa di San Giacomo
La chiesa di San Giacomo, dedicata a San Giacomo di Compostela, è stata costruita in fortezza nel 1585 e consacrata nel 1604. Attualmente è sconsacrata, ma adibita a sala convegni.

### Architetture civili

#### Porta Napoli

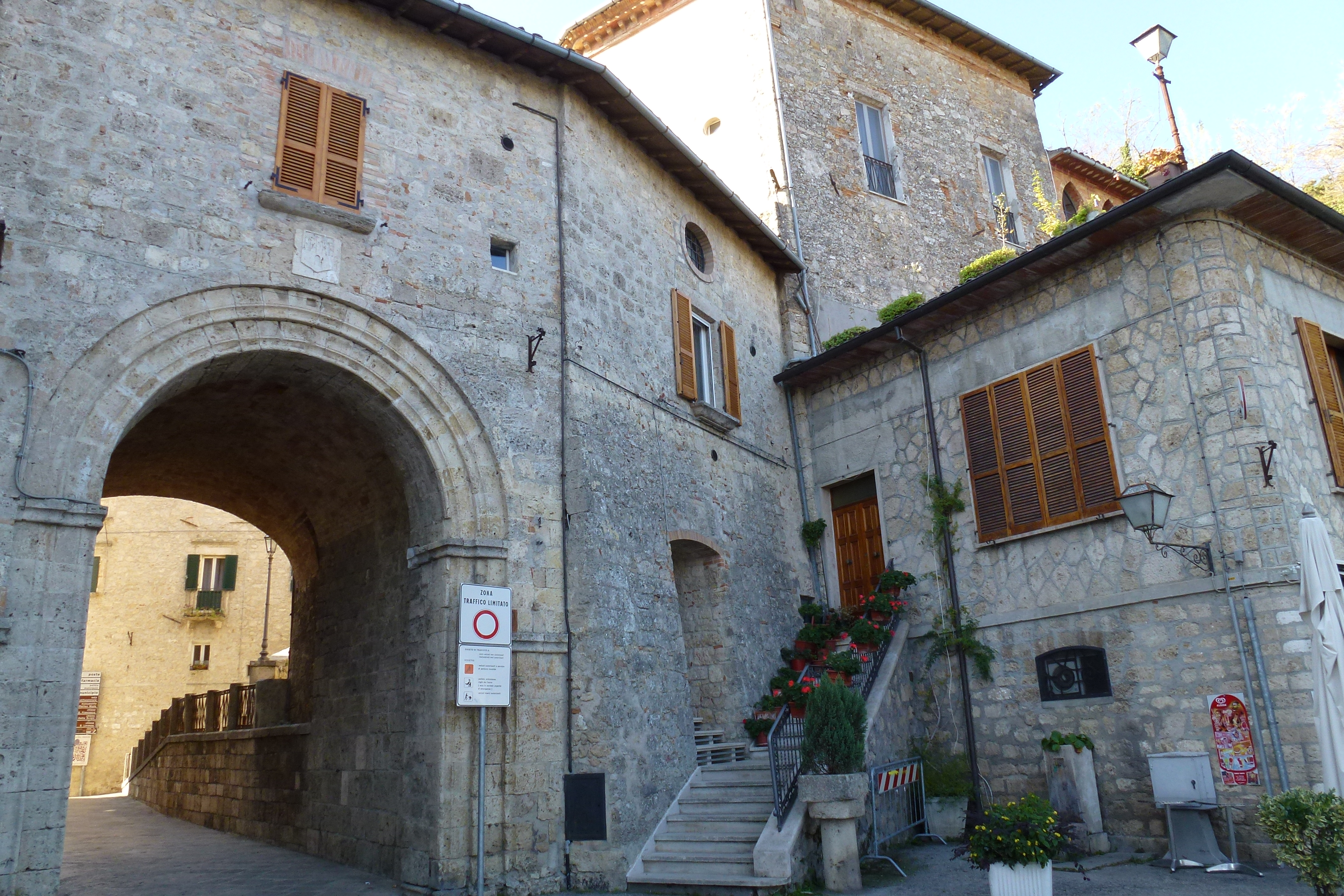
Porta Napoli dall'esterno del centro storico

Unica porta urbana conservatasi, consente l'accesso al borgo da est.
Arco a tutto sesto risalente al Duecento, realizzato in conci di travertino e addossata ad alcuni resti delle mura di cinta e all'abside della chiesa di San Lorenzo. Al di sopra della chiave campeggia lo stemma urbico della cittadina che raffigura le cinque torri merlate.
È notevole che Porta Napoli e il portale della chiesa di San Francesco sono identici sul profilo delle modanature e nelle misure dei blocchi di pietra con cui sono fabbricate.

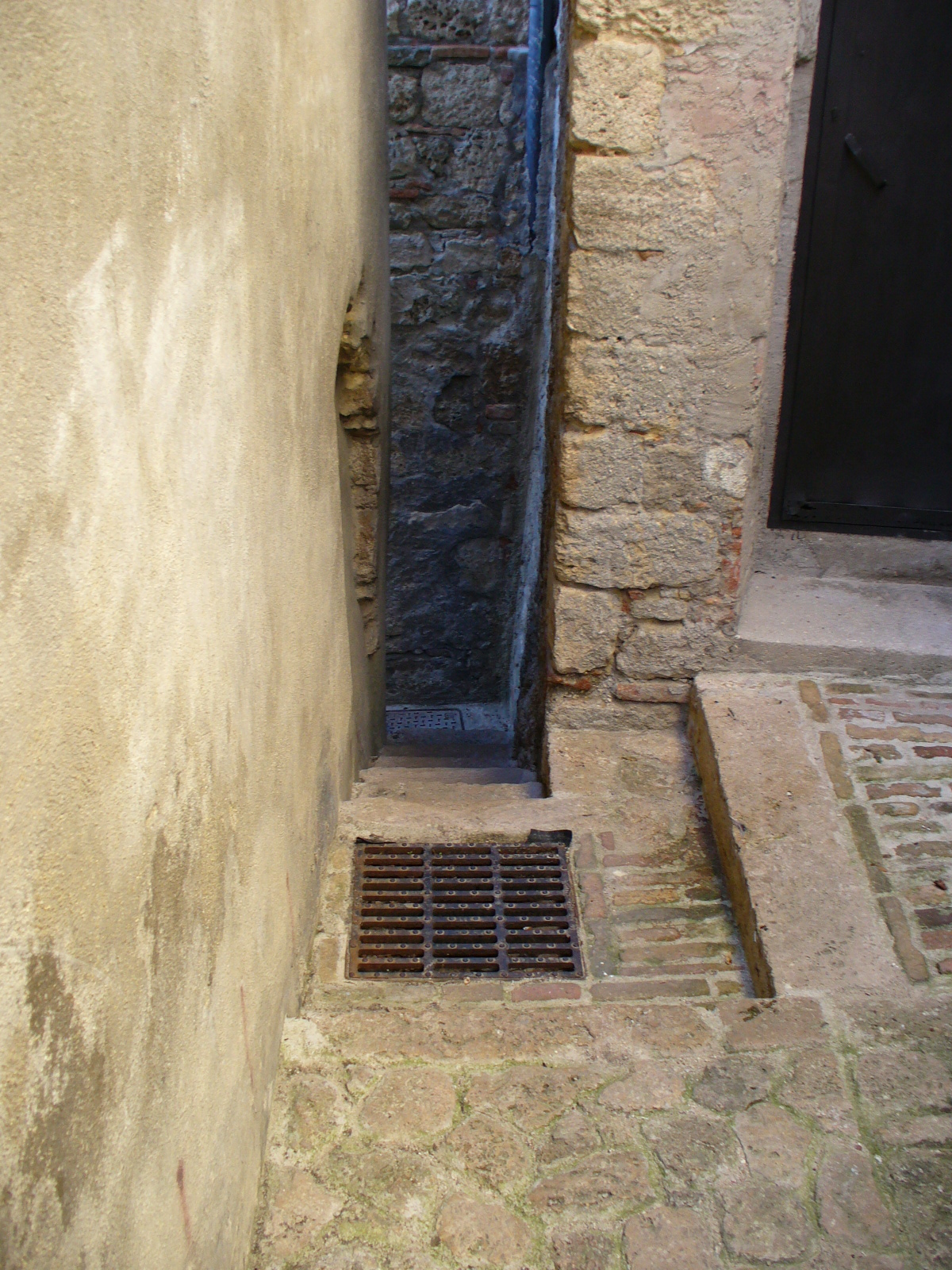
La Ruetta

#### Ruetta
Le vie del centro storico di Civitella del Tronto che permettono di salire verso la fortezza sono spesso molto strette e ripide, poiché originariamente progettate per incanalare gli assalitori in stretti o per sorprenderli alle spalle.

La via più stretta di Civitella del Tronto è la Ruetta che consente il passaggio a una persona per volta. Una targa all'imbocco della stretta viuzza dichiara: “La Ruetta, d'Italia la via più stretta”, ma in realtà il primato è conteso con un vicolo di Ripatransone, che in questo momento detiene il record italiano, anche se il rilevamento è oggetto di molte diatribe.

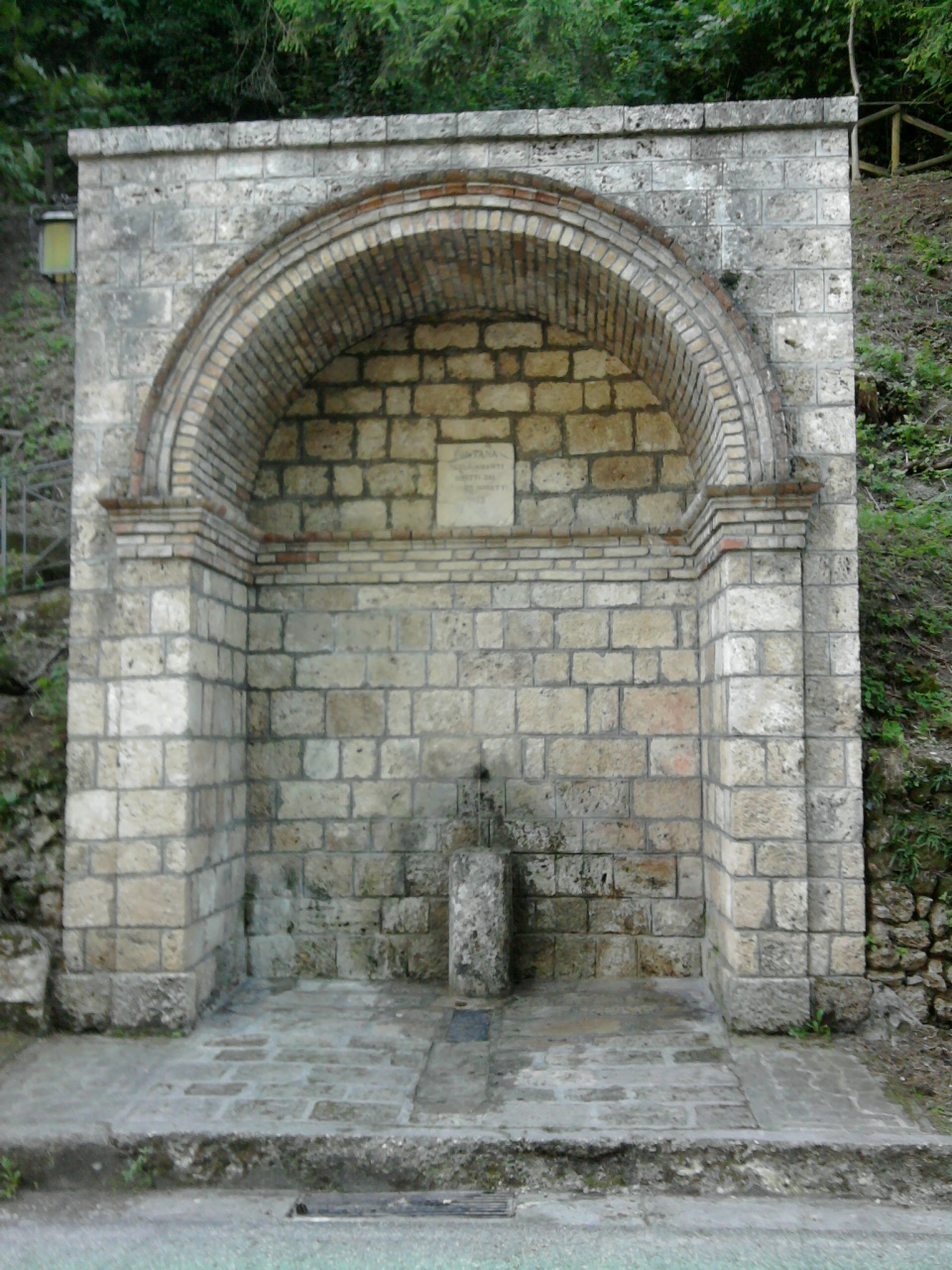
La fontana degli amanti

#### Fontana degli amanti
La fontana eretta nel 1863 le cui acque scaturiscono dalle viscere della Fortezza. È posta sulla circonvallazione panoramica, ai piedi della pineta.

### Architetture militari

#### Fortezza spagnola
La fortezza di Civitella del Tronto, costruita per scopi difensivi e trasformata nel corso del tempo, si eleva sulla zona più alta del paese. È una delle più imponenti opere di ingegneria militare, articolata in un complesso di elementi interdipendenti e complementari, che danno vita ad un organismo difensivo, concepito per rispondere ad esigenze tecniche e funzionali. Il suo insieme si compone di architetture di varie epoche disposte su diversi livelli, collegate tra loro da varie rampe.

Voluta, nella sua rinascimentale conformazione, da Filippo II d'Asburgo, re di Spagna, nel XVI secolo, rappresenta un'importante memoria di storia militare e di arte per il territorio di confine che la ospita. Da secoli è spettatrice e protagonista delle tante vicende, lotte e contese tra Regno di Napoli e Stato Pontificio che hanno designato la sua sorte e determinato l'avvicendarsi di autorità governative al suo comando. 

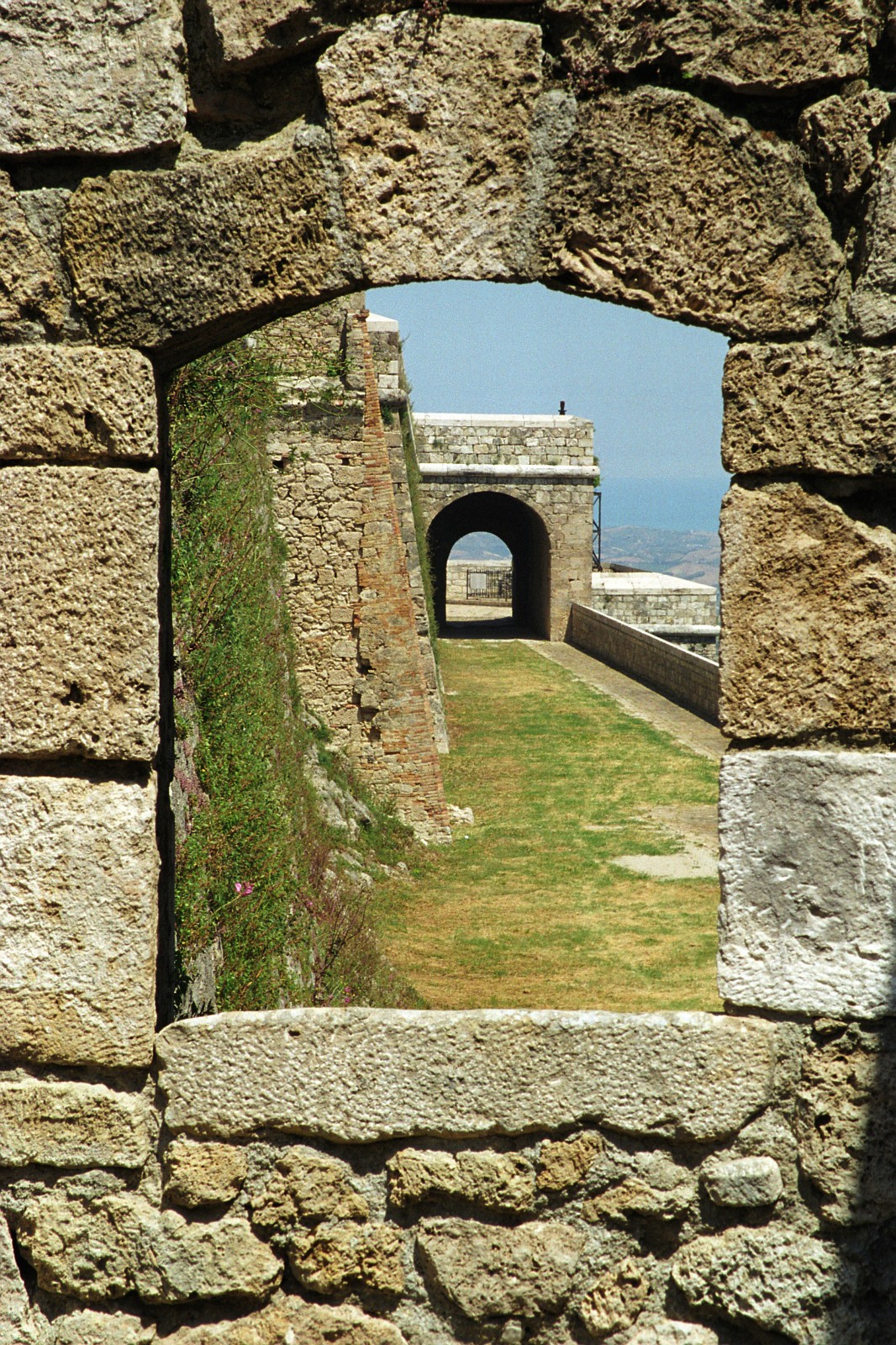
Scorcio della rampa di accesso alla Fortezza.
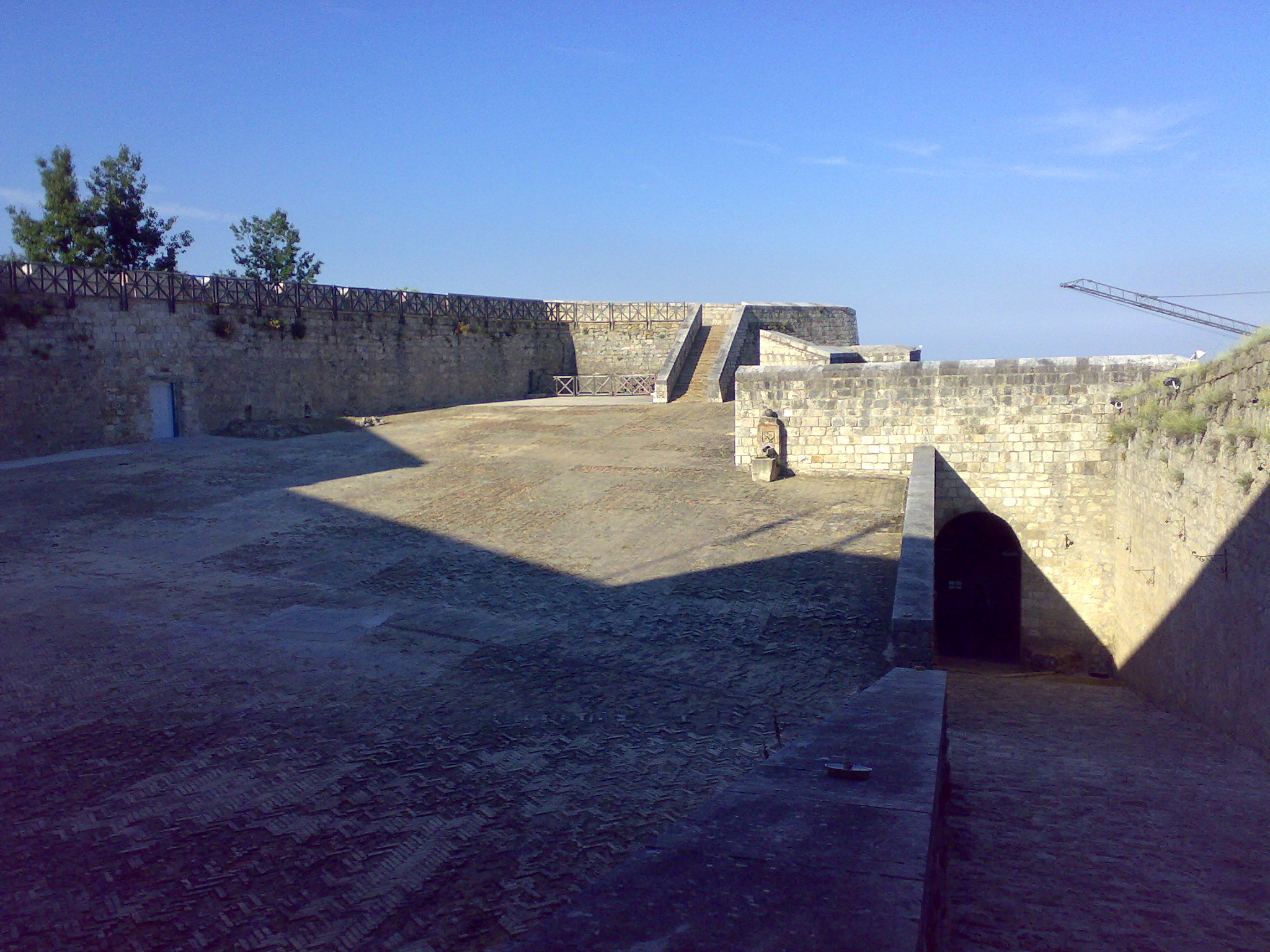
Piazza del Cavaliere.

#### Monumento a Matteo Wade

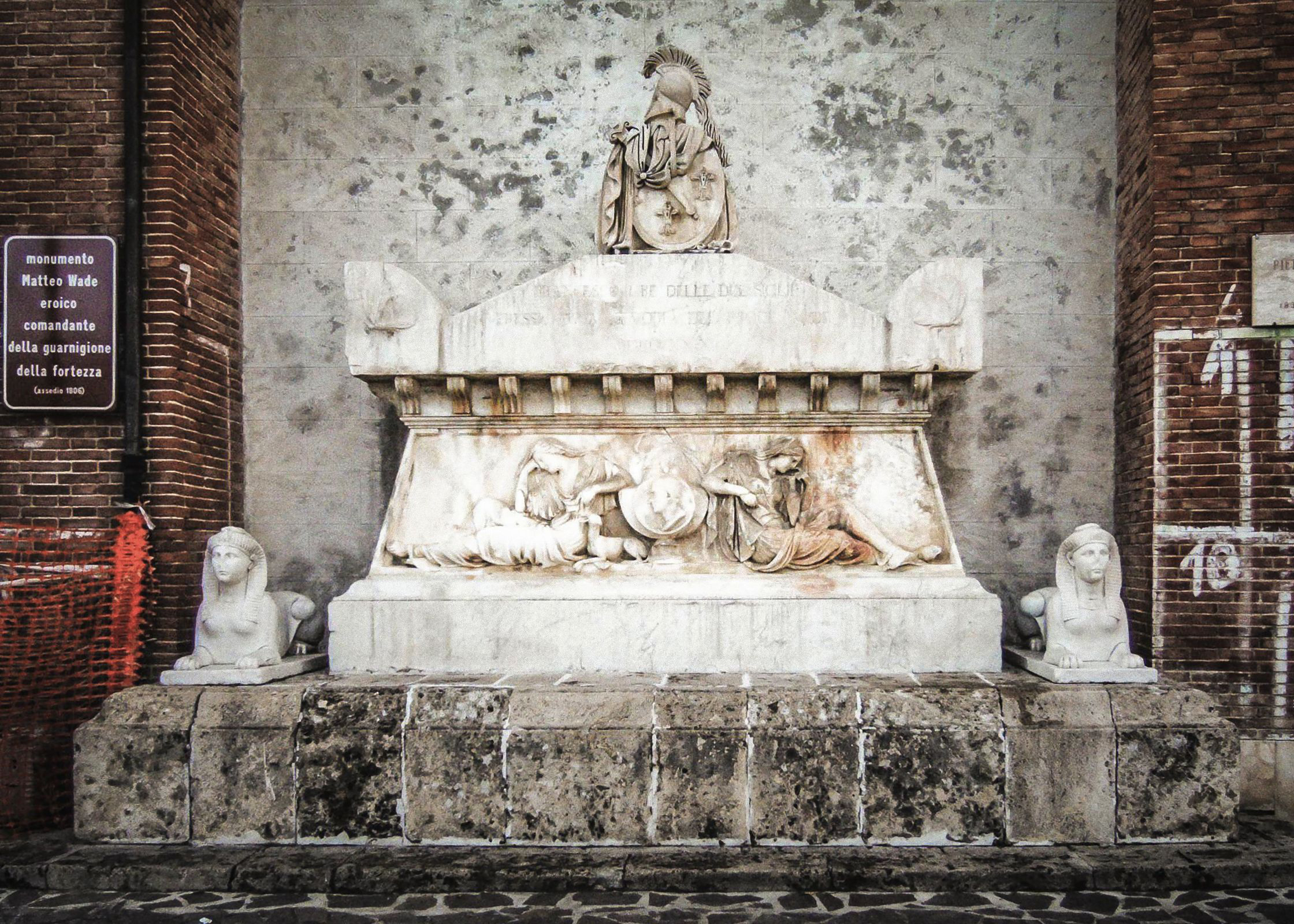
Monumento funebre a Matteo Wade ad opera di Tito Angelini.

Monumento marmoreo neoclassico voluto nel 1829, da Francesco I di Borbone, re delle Due Sicilie, alla memoria dell'ufficiale irlandese Matteo Wade, che difese la piazzaforte di Civitella del Tronto durante l'assedio del 1806.
In gran parte opera dello scultore Bernardo Tacca, venne completato da Tito Angelini. È composto da un grande sarcofago con le figure in rilievo della Fedeltà e del Dolore poste ai lati del ritratto del generale, rappresentato in un medaglione. Due sfingi, ai lati del sottostante gradino, e lo stemma borbonico completano la composizione.
Collocato nel 1832 all'interno della Fortezza nella prima piazza, chiamata dal quel momento Piazza del Cavaliere, vi rimase fino al 1861 quando, in occasione dell'assedio unitario, l'esercito piemontese decise di trasferirlo a Torino, ritenendolo opera del Canova. Lo scultore veneto influenzò lo stile di Angelini e per questo le opere dello scultore napoletano finirono per divenire simili a quelle del Canova.
Tuttavia il monumento non giungerà mai nell'allora capitale d'Italia poiché ad Ancona fu appurato, con certezza, che non era opera del grande scultore veneto. Sottovalutato, rimase nel capoluogo marchigiano in un magazzino per quindici anni. Nel 1876 fu restituito a Civitella e posto in largo Pietro Rosati. Si trova ancora oggi dal 1938 e seppur privo di alcuni elementi a sinistra dell'ex Palazzo del Governatore. Alcuni resti della base del monumento sono ancora presenti nella fortezza spagnola.

### Aree naturali

#### Grotte di Sant'Angelo e Salomone

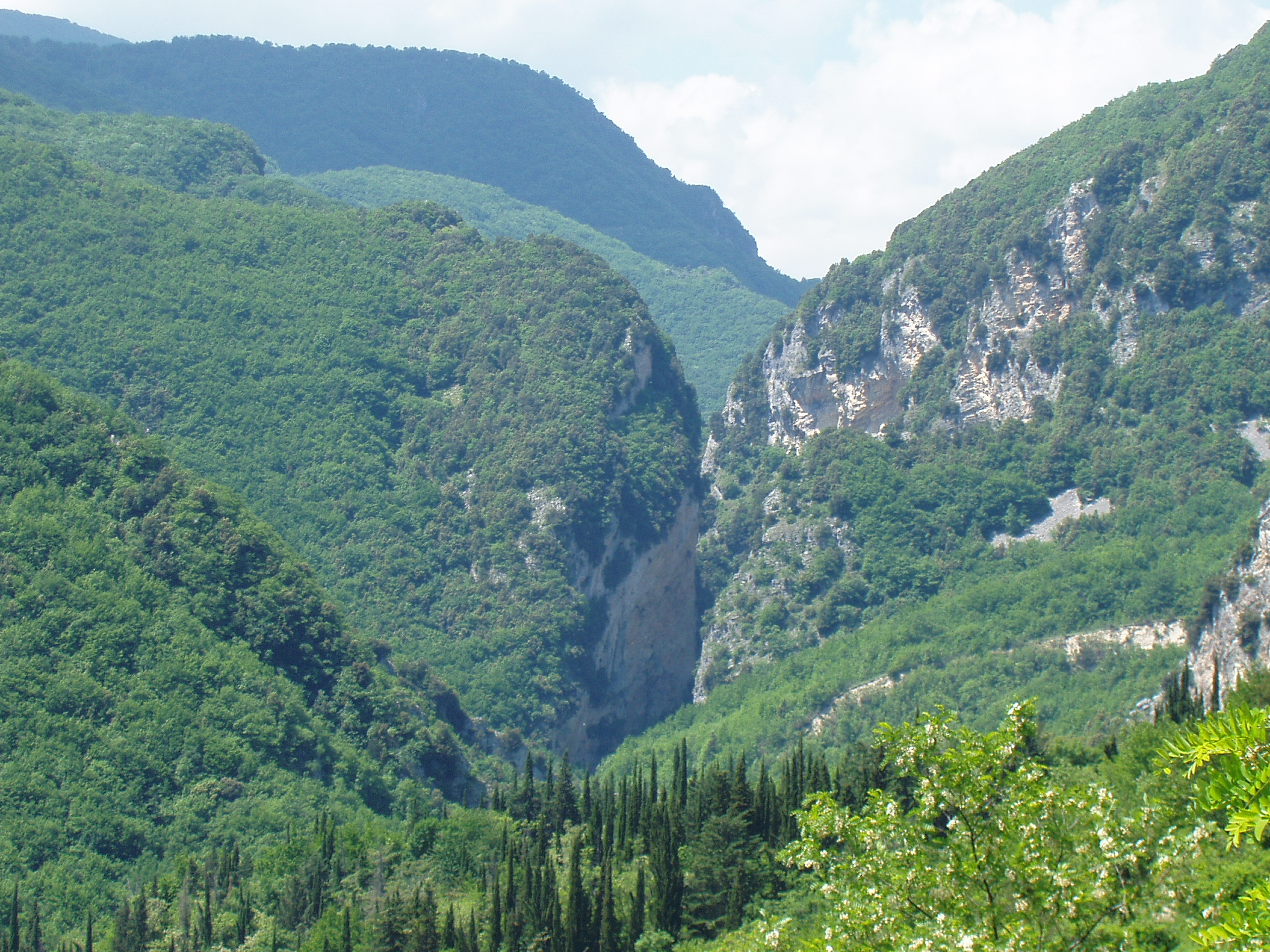
Panorama delle gole del Salinello in località Ripe

I frequenti fenomeni carsici hanno dato origine sul versante meridionale della Montagna dei Fiori (metri 1814), in una zona dal vistoso disturbo tettonico, a numerose grotte ricche di stalattiti e stalagmiti delle quali la più nota è la Grotta di Sant'Angelo insieme a quella di Salomone. Affascinanti ricerche e pazienti scavi, iniziati negli anni sessanta dal grande archeologo Antonio Mario Radmilli, hanno portato alla luce tracce della presenza dell'uomo in queste grotte dal neolitico ai tempi più recenti.
Sono state scoperte varie testimonianze a partire da quelle più antiche lasciate da un gruppo di cacciatori primitivi, testimonianze della "Cultura di Ripoli", a qualche frammento di epoca romana e medioevale fino al Duecento quando le caverne cominciarono a essere frequentate dagli eremiti. Infatti nella grotta di Sant'Angelo esistono ancora oggi resti delle celle degli anacoreti che abitarono questa grotta sino alla fine del secolo scorso trasformando la caverna in una chiesa, già intorno al 1200. Da allora la grotta è rimasta sempre luogo di culto e di pellegrinaggio anche quando sono scomparsi gli eremiti.
La grotta di Salomone si trova proprio al di sotto di quella di Sant'Angelo e con essa comunicava prima della frana avvenuta dopo il 1400 il cui crollo travolse e seppellì una casetta eretta dagli eremiti della quale rimasero qualche lembo di muro, il pavimento e il focolare. Oltre a queste due, che sono le più ampie, ve ne sono innumerevoli altre, oltre una trentina, molte delle quali, nei primi tempi cristiani, furono dedicate a Santi e adibite a uso sacro come per esempio la Grotta di Santa Maria Maddalena, di San Francesco, di San Marco e di Santa Maria Scalena.
Tutte queste caverne, insieme ad altre aree archeologiche situate sul territorio di Civitella del Tronto, si sono rivelate importantissime perché hanno permesso la ricostruzione della storia dei Monti Gemelli attraverso il ritrovamento di numerosi resti preistorici come frammenti di terracotta, schegge, raschiatoi, alcune lame, ossa di orso, di stambecco, di cavallo e soprattutto ceramiche.
Nelle vicinanze delle suddette grotte vi sono le suggestive Gole del Salinello, molto interessanti paesaggisticamente in modo particolare per gli amanti della natura senza dimenticare i gloriosi avanzi del castello di re Manfrino che si ergono ai piedi della parete sud della Montagna dei Fiori.

## Società

### Evoluzione demografica
Abitanti censiti

### Etnie e minoranze straniere
I cittadini stranieri residenti a Civitella del Tronto, al 1º gennaio 2023, sono 309 pari al 6,7% della popolazione residente. Le comunità nazionali più numerose sono:
1. Romania - 65 (21%)
2. Albania - 64 (20,7%)
3. Marocco - 50 (16,2%)
4. Cina - 49 (15,9%)

### Tradizioni e folclore

#### Santa Maria dei Lumi
Dal 25 al 27 aprile ricorrono i festeggiamenti ravvicinati della Liberazione e quelli in onore di Santa Maria dei Lumi nei pressi del vicino santuario omonimo.

#### Sant'Ubaldo
Il 16 maggio si festeggia il protettore Sant'Ubaldo, sulla cui figura storica e religiosa si registra un recente rifiorire di studi, attraverso pubblicazioni e convegni.

#### Eventi in fortezza
La fortezza di Civitella è in grado di ospitare numerosi eventi e manifestazioni di ogni genere e tipo, come la celeberrima A la Corte de lo Governatore che si teneva dal 13 al 16 agosto con il banchetto in costume d'epoca.

## Cultura

### Istruzione

#### Scuole
Nel territorio comunale sono presenti due scuole secondarie di primo grado (Capoluogo e Villa Lempa), tre scuole primarie (Capoluogo, Favale e Villa Lempa) e tre scuole dell'infanzia (Capoluogo, Borrano e Villa Lempa) tutte facenti parte dell'Istituto Comprensivo "Civitella - Torricella", con sede in Via Sandro Pertini a Civitella del Tronto.
A Civitella del Tronto è presente anche un asilo nido di proprietà comunale situato nella frazione di Villa Lempa.

#### Musei
Museo delle Armi e delle Mappe AnticheAll'interno della fortezza civitellese, è stato inaugurato nell'agosto 1988 il Museo delle Armi e delle Mappe Antiche. Nelle quattro stanze che lo compongono, un tempo destinate alle cucine e alle mense dei soldati, sono raccolte armi e mappe antiche del periodo storico della fortezza di Civitella che vanno dal Cinquecento al 1861. Ci sono ulteriori cimeli, immagini e vicissitudini che raccontano meglio le vicende di Civitella. Il 28 agosto 2015 il Museo delle Armi è stato intitolato alla memoria del vice-comandante don Raffaele Tiscar de Los Rios.
Museo delle Arti creative tessili
 Il museo Nact (acronimo di Nina, museo delle Arti Creative Tessili) è stato inaugurato il 14 agosto 2013 e conserva una collezione di abiti antichi risalenti principalmente al periodo dal Settecento fino al primo dopoguerra.

### Media

#### Radio
L'artista Phedy ha scelto la fortezza come ambientazione per il video del suo singolo Il cerchio.

### Cinema
Civitella del Tronto, nell'estate del 2007, è stata il set di alcune riprese del film Colpo d'occhio diretto da Sergio Rubini e interpretato da Vittoria Puccini, Riccardo Scamarcio e Paola Barale al suo debutto cinematografico. Il film Narciso Gray di questa gioventù che non decade diretto ed interpretato da Flavio Sciolè nel 2012 è stato interamente girato nella Fortezza.   film Il ricordo di una lacrima, uscito nel marzo 2015, è stato girato anche a Civitella del Tronto. Nel 2021, il film Il diritto alla felicità, diretto da Claudio Rossi Massimi e interpretato da Remo Girone, è stato girato in esterno proprio a Civitella.

### Cucina
Particolari e tipici della cucina di Civitella del Tronto sono i caratteristici maccheroni con le ceppe, così denominati perché si tratta di grossi fusilli fatti a mano arrotolando la pasta intorno a un bastoncino.
Questo storico piatto di Civitella del Tronto è stato inventato in tempi di guerra dai cuochi civitellesi che, pur non avendo molto tempo per cucinare bene la pasta ai soldati, hanno creato e dato vita a questo piatto unico. Tuttora viene servito a tavola nei ristoranti della zona e ci sono addirittura delle signore che sanno cucinare questo piatto come si faceva all'epoca.
Un altro piatto storico è il filetto alla borbonica, una specie di panino preparato con una fetta di pane sulla quale viene messa una fetta di carne che, a sua volta, viene ricoperta con una mozzarella e filetti di acciuga sotto sale e insaporita con marsala.
Sempre connesso con la Fortezza lo spezzatino alla Franceschiello, così denominato dall'ultimo Re Francesco II di Borbone, realizzato con pollo o agnello e insaporito con vino e sottaceti.
Rinomati sono i formaggi pecorini della Montagna dei Fiori e delle Tre Caciare.

## Geografia antropica

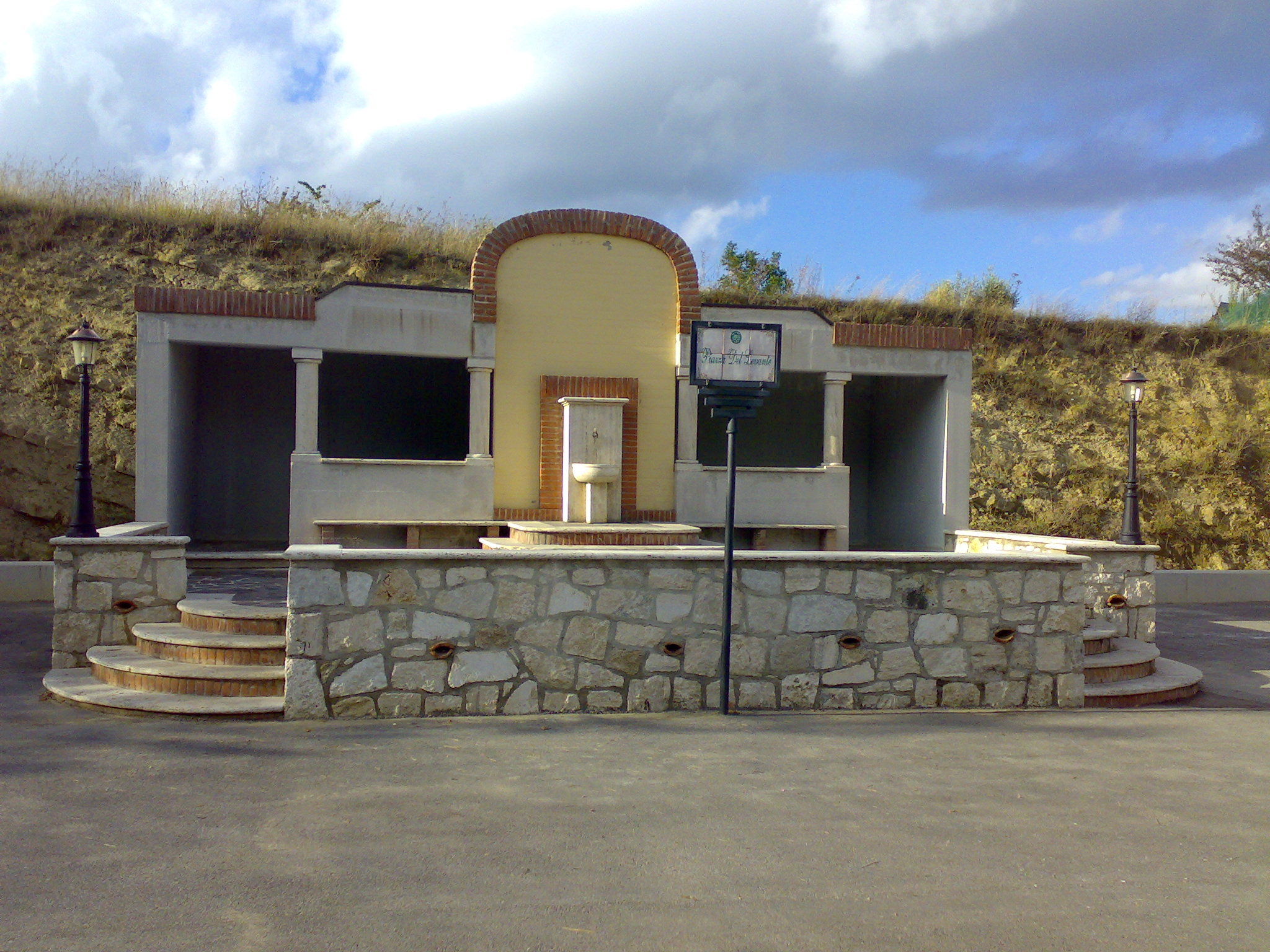
Antico lavatoio presso la frazione di Collevirtù

### Frazioni
Civitella del Tronto ha trentuno frazioni: Borrano, Carosi, Cerqueto del Tronto, Collebigliano, Collevirtù, Cornacchiano, Favale, Fucignano, Gabbiano, Le Casette, Lucignano, Mucciano, Pagliericcio, Palazzese, Piano Risteccio, Piano San Pietro, Ponzano, Ripe, Rocche, Sant'Andrea, Sant'Eurosia, Santa Croce, Santa Maria, Santa Reparata, Tavolaccio, Valle Sant'Angelo, Villa Chierico, Villa Lempa, Villa Notari, Villa Passo, Villa Selva.
Ci sono anche le località: Acquara, Arneto, Idra, Oltre Salinello, Raieto, San Cataldo, Villa Olivieri.

## Economia

### Turismo
Il territorio civitellese viene raggiunto ogni anno da migliaia di turisti attratti dall'imponente fortezza spagnola che rimanda ad altri luoghi d'interesse, anche se non strettamente collegati, come le gole del Salinello ovvero l'Abbazia di Santa Maria in Montesanto eccetera. Discretamente sviluppate sono le attività alberghiere, legate all'afflusso turistico connesso alla fortezza. Diverse sono, poi, le piccole aziende di confezioni tessili tipiche di tutta l'area della Val Vibrata.

## Infrastrutture e trasporti

### Strade
Il comune è interessato dalle seguenti direttrici stradali: Strada Statale 81, Strada Provinciale 8, Strada Provinciale 14, Strada Provinciale 53, Strade Provinciali 54 e 54a.

### Mobilità urbana
I trasporti urbani e interurbani di Civitella del Tronto sono svolti con autoservizi di linea gestiti dalla TUA, ex ARPA.

## Amministrazione
| Periodo | Periodo   | Primo cittadino                         | Partito                               | Carica      | Note   |
| ------- | --------- | --------------------------------------- | ------------------------------------- | ----------- | ------ |
| 1917    | 1920      | Edoardo Tomaioli                        |                                       | Commissario |        |
| 1920    | 1923      | Cesare Averardi                         |                                       | Sindaco     |        |
| 1946    | 1947      | Alfredo Averardi                        | repubblicano                          | Sindaco     |        |
| 1947    | 1948      | Salvatore Manucci                       | socialista                            | Sindaco     |        |
| 1948    | 1948      | Berardo Faragalli                       | comunista                             | Sindaco     |        |
| 1949    | 1951      | Michele Quagliarello, Amerigo Malignano |                                       | Commissari  |        |
| 1951    | 1956      | Pasquale Basciani                       | democristiano                         | Sindaco     |        |
| 1956    | 1960      | Guerino Di Marco                        | democristiano                         | Sindaco     |        |
| 1960    | 1961      | Ugo Giammiro                            | democristiano                         | Sindaco     |        |
| 1961    | 1972      | Dionisio Zuccarini                      | democristiano                         | Sindaco     |        |
| 1972    | 1975      | Antonio Di Donato, Nino Lucidi          | democristiano                         | Sindaco     |        |
| 1975    | 1980      | Franco De Angelis                       | socialista                            | Sindaco     |        |
| 1980    | 1981      | Amerigo Marcocci                        |                                       | Commissario |        |
| 1981    | 1985      | Dalmazio Di Dalmazio                    | democristiano                         | Sindaco     |        |
| 1985    | 1995      | Erminio Di Pietro                       | democristiano                         | Sindaco     |        |
| 1995    | 2002      | Angelo Ioannoni                         | lista civica                          | Sindaco     |        |
| 2002    | 2008      | Mario Tulini                            | centro-sinistra                       | Sindaco     |        |
| 2008    | 2013      | Gaetano Luca Ronchi                     | lista civica Insieme per la rinascita | Sindaco     | [ 36 ] |
| 2013    | in carica | Cristina Di Pietro                      | lista civica Cittadini in comune      | Sindaco     | [ 37 ] |

### Gemellaggi
- Salisburgo; 26-27 maggio, 28-29 luglio 1989 (gemellaggio con la fortezze di Hohensalzburg, Mauterndorf e Werfen)

### Patti di amicizia
- Ascoli Piceno; (protocollo d'intesa del 18 giugno 2015)[38]

## Sport

### Arrampicata sportiva

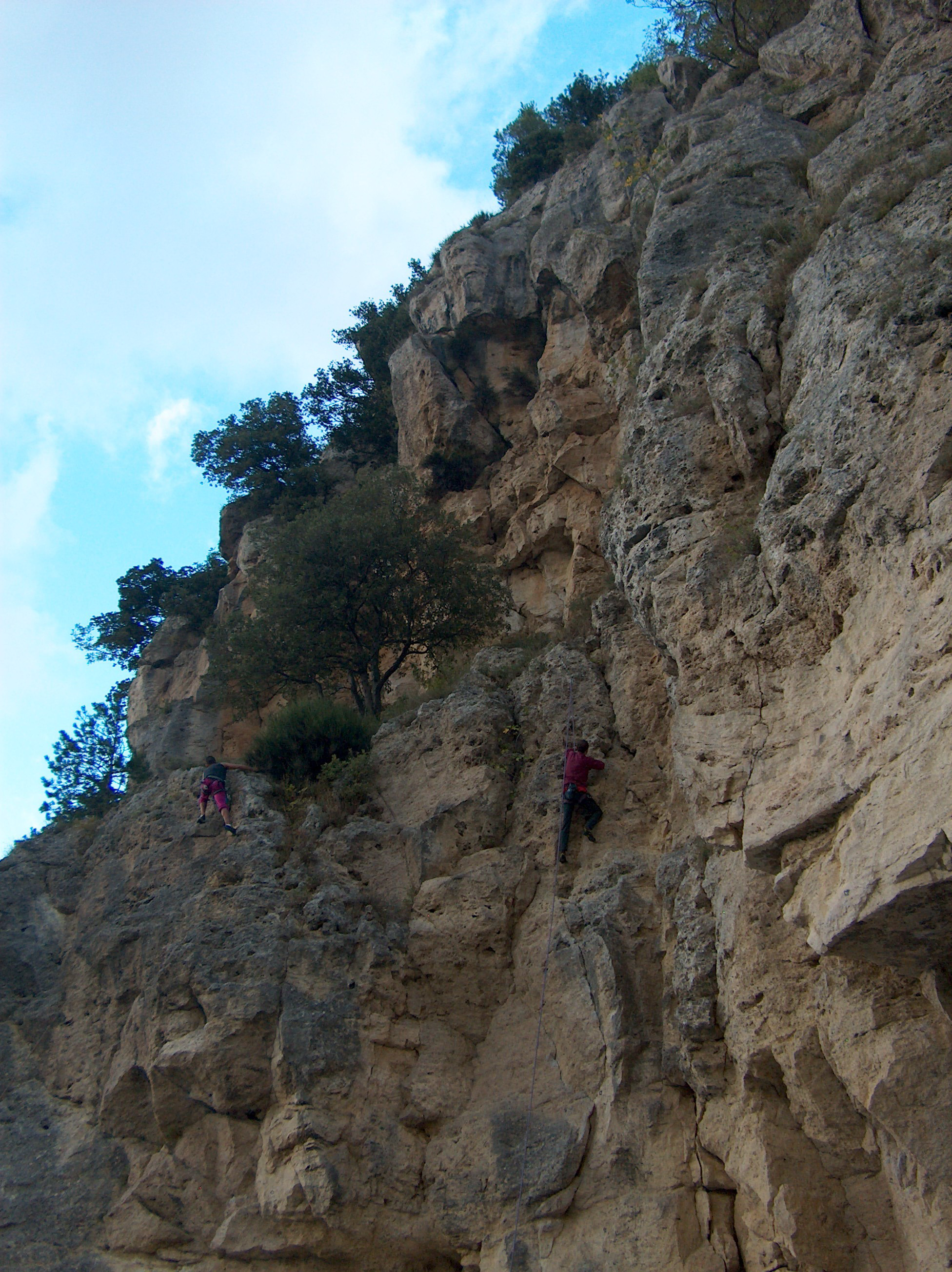
La palestra di roccia Gianmario Camillini

Nella parete rocciosa sita sul lato ovest della rupe di Civitella del Tronto esiste una palestra di roccia intitolata a Gianmario Camillini, scomparso in un incidente durante un'esercitazione con l'elicottero il 13 novembre 1989.
La falesia è costituita da un travertino compatto, con vie lunghe non oltre i 25 m.

### Escursioni
Il territorio si presta, grazie alla Montagna dei Fiori, a numerose escursioni da fare a piedi o in mountain bike.

### Ciclismo su strada
Civitella del Tronto è stata sede di partenza della 7ª tappa della 42ª Tirreno-Adriatico, il via fu dato dall'allora sindaco Mario Tulini.
Proprio a Civitella è partita il 10 giugno 2011 la 38ª edizione del Girobio. Il territorio civitellese è stato inoltre attraversato a più riprese da recenti edizioni del Giro d'Italia e della Tirreno-Adriatico.

### Storia
- Fortezza di Civitella
- Assedio di Civitella
- Regno di Napoli
- Risorgimento
- Regno delle Due Sicilie
- Abruzzo Ultra I
- Suddivisione amministrativa del Regno delle Due Sicilie
- Brigantaggio postunitario
- Incastellamento
- Guerre d'Italia
- Matteo Wade

### Istituzioni
- Abruzzo
- Provincia di Teramo
- Unione dei comuni della Val Vibrata
- Comunità Montana della Laga
- Parco Nazionale del Gran Sasso e Monti della Laga

### Geografia fisica
- Val Vibrata
- Salinello
- Ripe di Civitella
- Gole del Salinello
- Montagna dei Fiori
- Monti Gemelli
- Parco Nazionale del Gran Sasso e Monti della Laga

### Cultura e luoghi di interesse
- Club dei borghi più belli d'Italia
- Santuario di Santa Maria dei Lumi
- Abbazia di Santa Maria in Montesanto
- Nina, museo delle arti creative tessili
- Ubaldo Baldassini
- Ceppe